# ویلفرد نانسی
ویلفرد نانسی (انگلیسی: Wilfried Nancy؛ زادهٔ ۹ آوریل ۱۹۷۷) بازیکن فوتبال اهل کانادا است.